# Siatka akwarystyczna

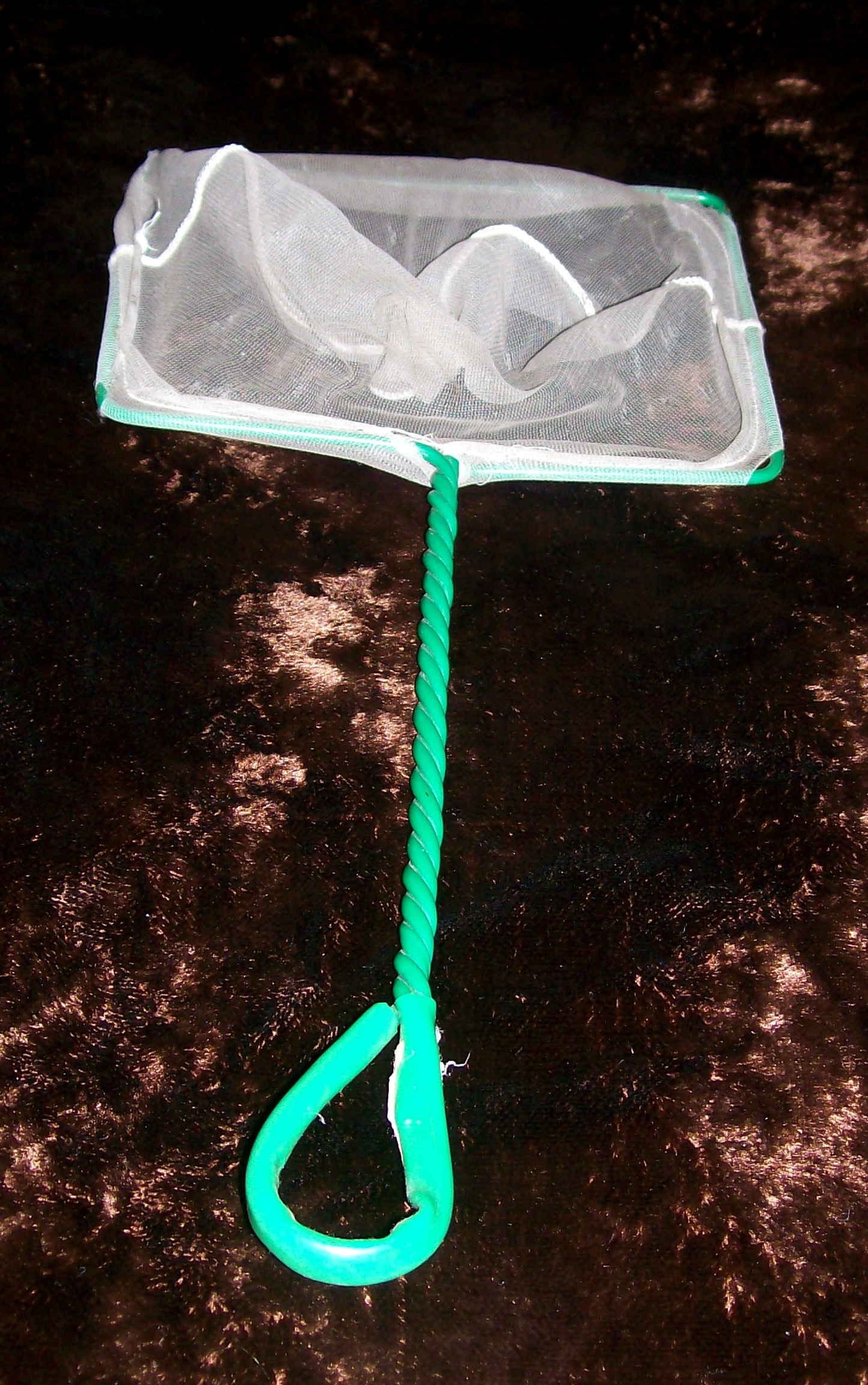
Siatka akwarystyczna średniej wielkości o drobnych oczkach.

Siatka akwarystyczna ─ przyrząd wykonany najczęściej z drutu w izolacji z tworzywa sztucznego i przyczepionej do niego siatki, służący do odławiania ryb z akwarium oraz filtrowania żywego pokarmu (mniejsze organizmy odpadną).

Siatka akwarystyczna powinna być trzymana w roztworze rivanolu i przed użyciem płukana wodą. Zapobiega to pojawieniu się na niej chorobotwórczych mikroorganizmów.